# Pier Ludovico Occhini
Pier Ludovico Occhini, all'anagrafe Pietro-Lodovico, Amedeo, Giuseppe, Gastone (Arezzo, 30 gennaio 1874 – Arezzo, 28 marzo 1941), è stato un giornalista, scrittore e politico italiano.

## Biografia
Di ricca e nobile famiglia aretina, figlio di Luigi e della contessa Laura Digerini Nuti, Pier Ludovico Occhini, autore in gioventù di due raccolte poetiche in stile liberty-dannunziano, fu acuto e aggiornato critico d'arte nel primo tempo della sua vita pubblica. Collaborò fattivamente al fiorentino Marzocco, attraverso articoli, tra gli altri, su Pellizza da Volpedo, Llewelyn Lloyd, Paul Verlaine. Nel 1908 divenne responsabile, insieme al senese Fabio Bargagli Petrucci, dell'impresa editoriale della rivista "Vita d'Arte", il cui precipuo scopo fu quello di fungere da periodico d'arte antica e moderna, con un occhio di riguardo per le recenti novità d'Oltralpe. Alla rivista collaborarono personalità di spicco dell'avanguardia toscana e nazionale, tra i quali Ardengo Soffici, Giovanni Papini, Giuseppe Prezzolini, Vittorio Pica. Egli fu contemporaneamente sindaco di Arezzo per un breve periodo nel 1909, e poi podestà tra l'aprile 1930 e il luglio 1939. Fu responsabile del radicale restauro in stile neomedievale del centro storico della città, promuovendo inoltre la costruzione di numerosi edifici o complessi architettonici volti all'ammodernamento del tracciato urbanistico di Arezzo. Nel 1934 fu nominato Senatore del Regno.
Fu tra i fondatori della rivista "Il Regno" e padre dello scrittore Barna Occhini e nonno dell'attrice Ilaria Occhini.

## Onorificenze
- Cavaliere dell'Ordine della Corona d'Italia, dal 28 ottobre 1904
- Cavaliere ufficiale dell'Ordine della Corona d'Italia, dal 28 settembre 1913
- Commendatore dell'Ordine della Corona d'Italia, dal 18 marzo 1918
- Grande ufficiale dell'Ordine della Corona d'Italia, dall'8 marzo 1925[1].